# بيشينيوس نيجر
غايوس بيشينيوس نيجر هو إمبراطور روماني من القرن الثاني، ينحدر من عائلة إيطالية خبيرة بالفروسية وهو أول شخص من عائلته يصبح عضو في مجلس الشيوخ الروماني. أعلن نفسه إمبراطورًا في عام الأباطرة الخمسة في سنة 293 رداً على اغتيال برتيناكس وارتقاء ديديوس جوليانوس كامبراطور مكانه. استغل مكانته كوالي لمصر وقام بالسيطرة على شرق الامبراطورية لكنه سرعان ما تم الإطاحة به من قبل سبتيموس سفيروس بعد أن هزمه في معركة قرب أنطاكية. حاول بعدها الهرب إلى بارثيا لكنه اعتقل وتم اعدامه بعد بضعة أيام.